# Familie- og Arbejdslivskommissionen
Familie- og Arbejdslivskommissionen var en dansk kommission, der blev nedsat af VK-regeringen i december 2005. Kommissionens formand var dr.jur. Linda Nielsen.
Kommissionens opgave var, med udgangspunkt i danskernes varierede livsstil, at analysere, hvordan det står til med at få familie- og arbejdslivet til at hænge sammen. Som afslutning på arbejdet skulle kommissionen komme med anbefalinger til en mere fleksibel indretning af samfundet og til hvordan det enkelte menneske og den enkelte familie rustes til selv at tage ansvar for, at der skabes en balance mellem arbejdsliv og livet uden for arbejdet. Disse anbefalinger måtte dog ikke være i modstrid med målsætningen om at øge arbejdsudbuddet og beskæftigelsen, ligesom de samlet set ikke måtte medføre offentlige merudgifter. 
Familie- og Arbejdslivskommissionen fremlagde ved afslutningen af arbejdet i maj 2007 i alt 37 anbefalinger, der bl.a. gik på bedre muligheder for pasning af syge børn, fleksibilitet på arbejdspladsen, større frihed i familielivet, bedre offentlig service og etableringen af en såkaldt tidsbank, der giver mulighed for at lønmodtagere kan 'opspare' tid, der senere kan afvikles som fritid.